# Văleni (Constanța)
Văleni (antiguamente Enișenlia) es una localidad rumana de la comuna de Dobromir, en el condado de Constanța.

## Toponimia
El antiguo nombre del lugar puede encontrarse escrito con grafías como Enișenlia. Pasó a llamarse Văleni.

## Historia
Hacia finales del siglo XIX, la localidad, que ya por entonces pertenecía al condado de Constanța, formaba parte de la comuna homónima de Enișenlia y tenía contabilizada una población de 182 habitantes.
En la segunda mitad del siglo XX la localidad había pasado a formar parte de la comuna de Dobromir. En el censo de 2021 la localidad tenía una población de 1093 habitantes.